# Střemošická stráň
Střemošická stráň este o arie protejată (arie specială de conservare — SAC, sit de importanță comunitară — SCI) din Republica Cehă întinsă pe o suprafață de 46,42 ha, integral pe uscat.

## Localizare
Centrul sitului Střemošická stráň este situat la coordonatele 49°53′16″N 16°04′54″E / 49.887778°N 16.081667°E.

## Înființare
Situl Střemošická stráň a fost declarat sit de importanță comunitară în aprilie 2005 pentru a proteja 1 specie de plante. Situl a fost protejat și ca arie specială de conservare în ianuarie 2014.

## Biodiversitate
Situată în ecoregiunea continentală, aria protejată conține 2 habitate naturale: Fânețe de joasă altitudine (Alopecurus pratensis, Sanguisorba officinalis), Pajiști uscate seminaturale și facies de acoperire cu tufișuri pe substraturi calcaroase (Festuco-Brometalia) (* situri importante pentru orhidee).
La baza desemnării sitului se află o specie protejată de  plante: papucul doamnei (Cypripedium calceolus).